# 니시모토 다쓰히로
니시모토 다쓰히로(일본어: 西本 竜洋, 1980년 4월 29일 ~ )는 일본의 전 축구 선수이다.

## 구단 경력
과거 쇼난 벨마레에서 활동하였다.